# عطية القحطاني
عطية القحطاني مواليد (6 مارس 1953) هو رياضيّ سعودي، مثّل بلاده في الألعاب الأولمبية الصيفية 1976.

## المشاركة الأولمبية
شارك القحطاني في الألعاب الأولمبية الصيفية مرة واحدة في مونتريال 1976، في منافسات ألعاب القوى، عدو 800 متر، وحلّ أخيرًا في مجموعته في الدور التمهيدي. وكانت تلك المشاركة هي الثانية فقط للسعودية في الألعاب الأولمبية، وضمت المشاركة 14 رياضيًا في 13 حدث.

### مونتريال 1976
ألعاب القوى – عدو 800 متر – رجال
- الدور التمهيدي — 1:57.67 (← لم يتأهل)

## الأرقام الشخصية
ألعاب القوى – عدو 800 متر – رجال
- 1:52.29 (1982)[1]

## روابط خارجية
- عطية القحطاني على موقع أوليمبيديا (الإنجليزية)

- عطية القحطاني  على موقع SportsReference  - سبورتس رفرنس